# Premis Emmy

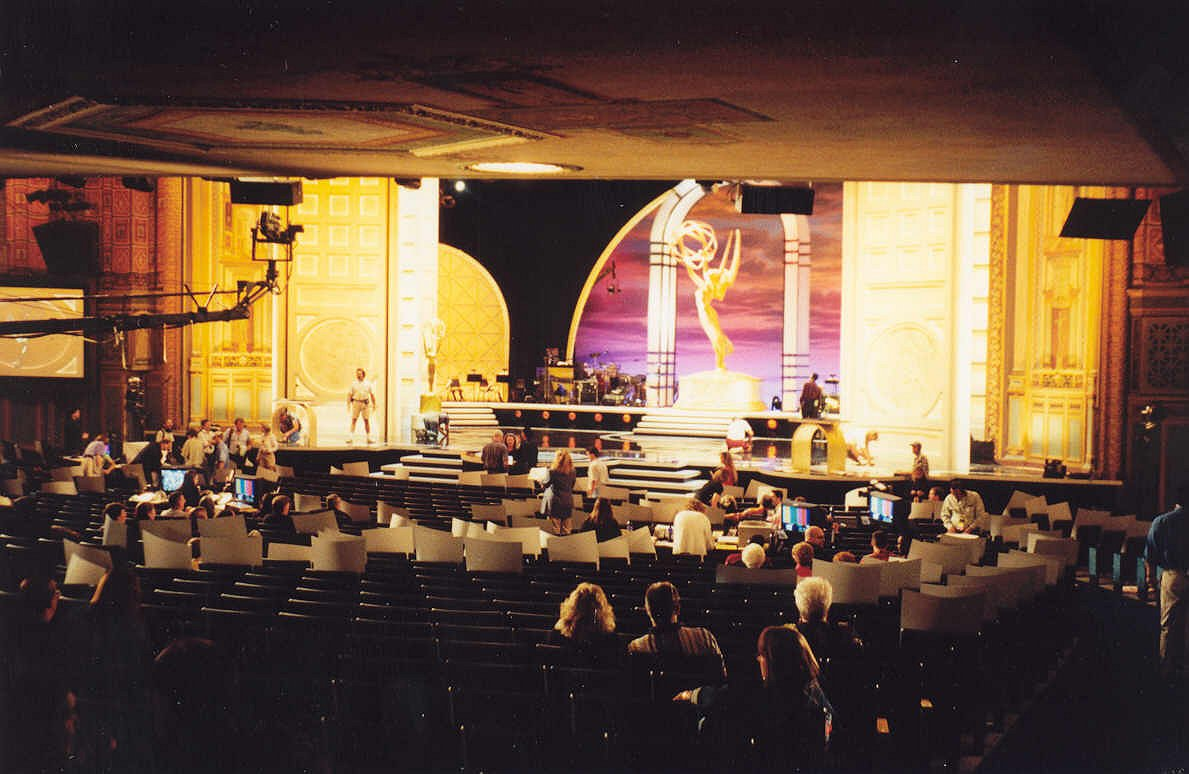
Premis Emmy de 1997

Els Premis Emmy són premis de la televisió als Estats Units, similars als també estatunidencs Premis Peabody de qualitat a la ràdio i televisió, però més enfocats a l'entreteniment. Els Emmy són considerats com l'equivalent televisiu als Premis Oscar i un dels quatre premis més importants en la indústria de l'entreteniment estatunidenc, amb els Grammy (per a la música), els Tony (per al teatre) i els esmentats Oscar per al cinema. Es van atorgar per primera vegada el 1949 per honrar espectacles produïts a la zona de Los Angeles, i en la dècada de 1950 es va convertir en un esdeveniment nacional, i durant les dues dècades següents es va ampliar el premi per honorar altres sectors de la indústria de la televisió.
Els premis son concedits per tres organitzacions diferents: L'Acadèmia Americana de les Arts i les Ciències de la Televisió (Academy of Television Arts & Sciences - ATAS), radicada a Los Angeles, concedeix els premis Emmy a nivell nacional per la programació a hores puntes del vespre o "primetime", anomenat Emmy Primetime (en anglès: Primetime Emmy Award o simplement Primetime Emmy). L'Acadèmia Nacional Americana de les Arts i les Ciències de la Televisió (National Academy of Television Arts & Sciences - NATAS), amb seu a Nova York, concedeix els premis Emmy a nivell nacional per la programació durant el dia o "daytime", anomenats els Emmy Daytime (en anglès: Daytime Emmy Award o simplement Daytime Emmy), mentre que la també estatunidenca Acadèmia Internacional de les Arts i les Ciències de la Televisió (International Academy of Television Arts & Sciences - IATAS), que és una subdivisió del NATAS i que també està radicada a Nova York, concedeix els premis Emmy Internacionals, per a programació feta principalment fora dels EUA, però també la feta als EUA però no en llengua anglesa.
També hi ha els Emmy Regionals (en anglès: Regional Emmys), que són els premis concedits pels 20 capítols regionals, principalment afiliats a la NATAS, per diferents categories de programació televisiva als EUA.

## Història
L'Acadèmia Americana de les Arts i les Ciències de la Televisió (ATAS) amb seu a Los Angeles va establir el premi Emmy com a part d'una oportunitat de creació d'imatges i relacions públiques. La primera cerimònia d'entrega dels Premis Emmy va tenir lloc el 25 de gener de 1949 al Hollywood Athletic Club, però únicament per honorar espectacles produïts i emesos localment a la zona de Los Angeles. Shirley Dinsdale té la distinció de rebre el primer premi Emmy a la personalitat televisiva més destacada, durant la primera cerimònia de lliurament de premis. El terme "Emmy" és una alteració francesa del terme "Immy", argot per a l'equip de televisió, l'àlies d'un "orticó d'imatge", un tub de càmera utilitzat abans a les càmeres de televisió.
A la dècada de 1950, l'ATAS va expandir els Emmys en un esdeveniment nacional per honrar els programes emesos a tot el país a la televisió. El 1955, es va formar l'Acadèmia Nacional d'Arts i Ciències de la Televisió (NATAS) a la ciutat de Nova York com una organització germana per servir els membres de la Costa Est dels Estats Units. Mentre que l'ATAS va mantenir una cerimònia separada per honrar els espectacles emesos localment a l'àrea de Los Angeles, el NATAS va establir capítols regionals a la resta dels Estats Units, amb cadascun d'ells desenvolupant la seva pròpia cerimònia de premis Emmy per la programació local.
Originalment, només hi havia uns premis Emmy a l'any per honrar els espectacles emesos a nivell nacional als Estats Units. El 1974, es va celebrar la primera cerimònia del Daytime Emmy per honrar específicament els èxits en la programació diürna nacional. Aviat van seguir altres esdeveniments Emmy específics de la zona. A més, els Premis Emmy Internacionals, que homenatgen els programes de televisió produïts i emesos inicialment fora dels Estats Units, es van establir a principis de la dècada de 1970. Els esdeveniments s'enumeren juntament amb els Premis Primetime Emmy als registres oficials de l'ATAS.
L'any 1977, a causa de diversos conflictes, l'ATAS i el NATAS van trencar llaços. Van acordar compartir la propietat de l'estàtua i la marca de l'Emmy, amb cadascun d'ells responsable d'administrar un conjunt específic d'esdeveniments de premis. Hi va haver una excepció pel que fa als Premis d'Enginyeria (els que homenatjaven persones, empreses, científics o organitzacions tècniques en reconeixement dels desenvolupaments i contribucions significatives als aspectes tecnològics i d'enginyeria de la televisió): el NATAS continua administrant els Premis Emmy de Tecnologia i Enginyeria, mentre que l'ATAS té els Premis Emmy Primetime d'Enginyeria independents dels altres.
Amb l'auge de la televisió per cable a la dècada de 1980, els programes de cable van ser elegibles per primera vegada per als Primetime Emmys el 1988, i els Daytime Emmys el 1989. El 2011, la ABC Television Network va cancel·lar els fulletons All My Children i One Life to Live, i va vendre els drets de llicència dels dos espectacles a la productora Prospect Park perquè es poguessin continuar per televisió per Internet; això va impulsar NATAS a crear una nova categoria dels Daytime Emmys per a la cerimònia de 2013 per honrar aquestes sèries només per web. L'ATAS també va començar a acceptar programes originals per internet només en línia el 2013.
El desembre de 2021, l'ATAS i el NATAS van anunciar una reorientació important de les cerimònies dels premis Emmy nacionals en resposta al creixement dels programes de televisió en streaming, desdibuixant les línies per determinar quins programes s'inclouen a Daytime o Primetime. Cadascun dels àmbits de les cerimònies ara giraria al voltant de factors com ara els temes i la freqüència d'aquesta programació, en lloc de la part del dia en que s'emetien. Entre els principals canvis, els drames diürns es mantindrien als Daytime Emmy, però la majoria dels altres drames i comèdies amb guió es traslladarien als Primetime Emmys, tota la programació infantil es traslladaria als recentment creats Emmy Infantil i Familiars que el NATAS va anunciar anteriorment el novembre de 2021, els programs matinals passarien dels Daytime Emmy als Emmy de Notícies i documentals, i els programes d'entrevistes es dividirien entre els Emmy diürn i Primetime basant-se en "característiques de format i estil que reflecteixen la programació actual a l'espai diürn o nocturn". El reajustament dels programes de jocs i les categories de programació instructiva es determinarà més tard el 2023.

## Característiques
L'Acadèmia Americana de les Arts i les Ciències de la Televisió (ATAS) homenatja amb els actors amb un premi Emmy Primetime (en anglès: Primetime Emmy Award o Primetime Emmy), en les següents categories:
- Primetime Emmy al millor actor en sèrie còmica
- Primetime Emmy a la millor actriu en sèrie còmica
- Primetime Emmy al millor actor en sèrie dramàtica
- Primetime Emmy a la millor actriu en sèrie dramàtica
- Primetime Emmy al millor actor en minisèrie o telefilm
- Primetime Emmy a la millor actriu en minisèrie o telefilm
- Primetime Emmy al millor actor secundari en sèrie còmica
- Primetime Emmy a la millor actriu secundària en sèrie còmica
- Primetime Emmy al millor actor secundari en sèrie dramàtica
- Primetime Emmy a la millor actriu secundària en sèrie dramàtica
- Primetime Emmy al millor actor secundari en minisèrie o telefilm
- Primetime Emmy a la millor actriu secundària en minisèrie o telefilm

## Estatueta
L'estatueta Emmy, que representa una dona alada sostenint un àtom, va ser dissenyada per l'enginyer de televisió Louis McManus, el qual va utilitzar la seva esposa com a model. L'Acadèmia de la Televisió va rebutjar un total de quaranta-set propostes abans de decidir-se pel disseny de McManus l'any 1948. L'estatueta "s'ha convertit en el símbol de la meta de l'Acadèmia de la Televisió de donar suport i elevar les arts i les ciències de la televisió: les ales representen la musa de l'art, l'àtom l'electró de la ciència".
Durant el procés d'escollir un nom pel premi, el fundador de l'Acadèmia, Syd Cassyd, va suggerir originalment "Ike", el malnom pel tub iconoscopi dels televisors. No obstant això, "Ike" també era el sobrenom popular de l'heroi de la Segona Guerra Mundial i futur president dels EUA Dwight D. Eisenhower i, per tant, els membres de l'Acadèmia cercaven alguna cosa més única. Finalment, l'enginyer de televisió i el tercer president de l'Acadèmia, Harry Lübcke, va suggerir el nom "Immy", un terme comunament utilitzat per a l'orticó analitzador d'imatge que s'utilitzava a les primeres càmeres. Aquesta opció va agradar, però més tard es feminitzà en Emmy, ja que als socis de l'Acadèmia els semblà més apropiat per a una estatueta femenina.
Cada estatueta pels premis Emmy de la categoria "Primetime" pesa sis lliures i dotze unces (uns 3,06 kg), i està feta de coure, níquel, plata i or. L'estàtua fa 39 cm d'alçada, amb un diàmetre de base de 19 cm i un pes de 2,5 kg. L'estatueta pel premi Emmy Regional és de 29 cm d'alçada, amb un diàmetre de base 14 cm i un pes de 1,4 kg. Els Premis Emmy Regionals són fets per una empresa amb seu a Nova York, que també fa els Globus d'Or. Les estàtues Primetime Emmy eren fabricades pel RS Owens Company, amb base a Chicago, empresa que també s'encarrega de la fabricació de les estàtues dels Oscar.
Com a propietaris dels drets, tant l'ATAS com el NATAS tenen regles molt estrictes sobre l'ús de la imatge d' "Emmy", així com del seu nom. Per exemple, la imatge de l'estatueta Emmy ha d'aparèixer sempre cap a l'esquerra. Qualsevol avís de drets d'autor per l'estàtua ha de dir "ATAS/NATAS", indicant les dues acadèmies. Els membres de l'Acadèmia també han d'obtenir el permís per utilitzar la imatge de l'estàtua o el nom per a usos promocionals, tot i que són guanyadors del premi. A més, els DVD de les cerimònies dels Premis Emmy poden fer referència al fet que han rebut un premi Emmy, però no poden utilitzar la imatge de l'estàtua si no és capaç de ser eliminada de totes les còpies un any després que es lliuri el premi.